# Daniel Hunter McMillan

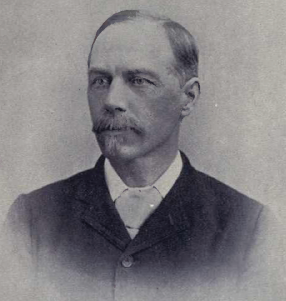
Daniel Hunter McMillan

Sir Daniel Hunter McMillan, KCMG (* 14. Januar 1846 in Whitby, Ontario; † 14. April 1933 in Winnipeg) war ein kanadischer Politiker, Offizier und Unternehmer. Von 1889 bis 1899 gehörte er der Regierung der Provinz Manitoba als Schatzmeister an, von 1900 bis 1911 war er Vizegouverneur.

## Biografie
Zunächst strebte McMillan eine militärische Karriere an. Er war ab 1864 an der Niagara-Grenze stationiert und war zwei Jahre später bei der Zurückschlagung eines Raubzugs der Fenian Brotherhood beteiligt. 1870 nahm er an der Wolseley-Expedition teil, die zum Ende der Red-River-Rebellion führte. Er entschloss sich, in Winnipeg zu bleiben und gründete 1874 ein Getreidehandels- und Mühlenunternehmen. Dieses verschiffte die erste Weizenernte von Westkanada nach Minneapolis.
Als liberaler Kandidat trat McMillan 1879 zu den Wahlen zur Legislativversammlung von Manitoba an, blieb aber ohne Erfolg. Im darauf folgenden Jahr siegte er in einer Nachwahl und zog ins Provinzparlament ein. 1883 verzichtete er auf eine Wiederwahl. McMillan blieb weiterhin der Armee verbunden und trug 1885 als Major zur Niederschlagung der Nordwest-Rebellion bei. 1887 wurde er zum Kommandanten seines Regiments befördert. In den Jahren 1887/88 war er der erste Präsident der Getreidebörse Winnipegs.
1888 kandidierte McMillan erneut und wurde gewählt. Premierminister Thomas Greenway nahm ihn 1889 in die Regierung auf und ernannte ihn zum Schatzmeister. 1892 und 1896 gelang ihm jeweils die Wiederwahl. Nach dem Wahlsieg der Konservativen unter Hugh John Macdonald musste McMillan 1899 aus der Regierung ausscheiden, blieb aber weiterhin Abgeordneter. Generalgouverneur Lord Minto vereidigte ihn am 10. Oktober 1900 als Vizegouverneur von Manitoba. Dieses repräsentative Amt übte er bis zum 1. August 1911 aus.